# Cytoplea incrustans
Cytoplea incrustans är en svampart som först beskrevs av Pier Andrea Saccardo, och fick sitt nu gällande namn av Franz Petrak 1979. Cytoplea incrustans ingår i släktet Cytoplea och familjen Didymosphaeriaceae.   Inga underarter finns listade i Catalogue of Life.